# Bąkowice
Bąkowice est une localité polonaise de la gmina de Świerczów, située dans le powiat de Namysłów en voïvodie d'Opole.
Avant 1945, elle faisait partie de l’Allemagne.